# Conrad von Schubert

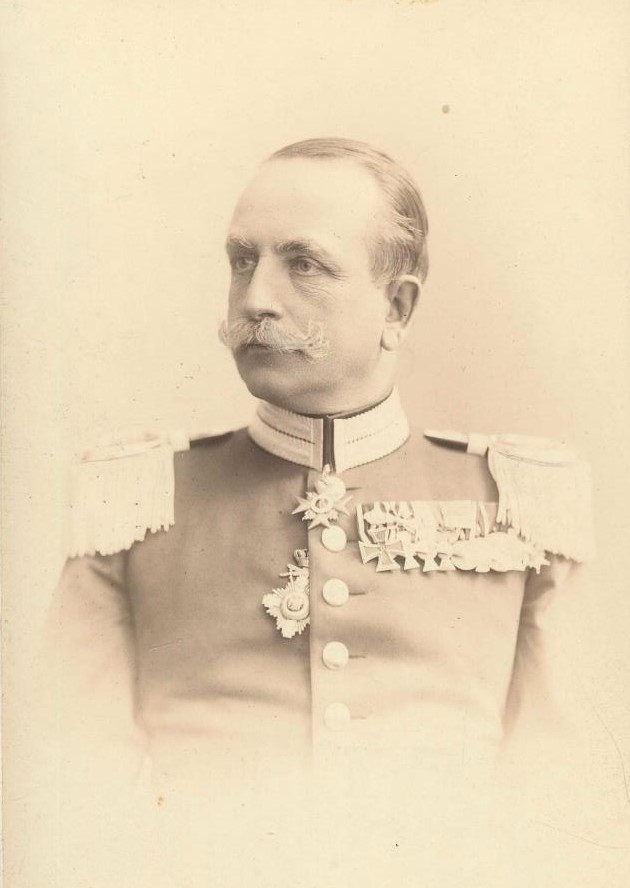
Conrad von Schubert, vor 1901

Philipp Christian Theodor Conrad von Schubert (* 29. Oktober 1847 in Wielkibor; † 21. Januar 1924 in Berlin) war ein preußischer Generalleutnant sowie Weingutsbesitzer und Mitglied des Deutschen Reichstags.

## Leben

### Herkunft

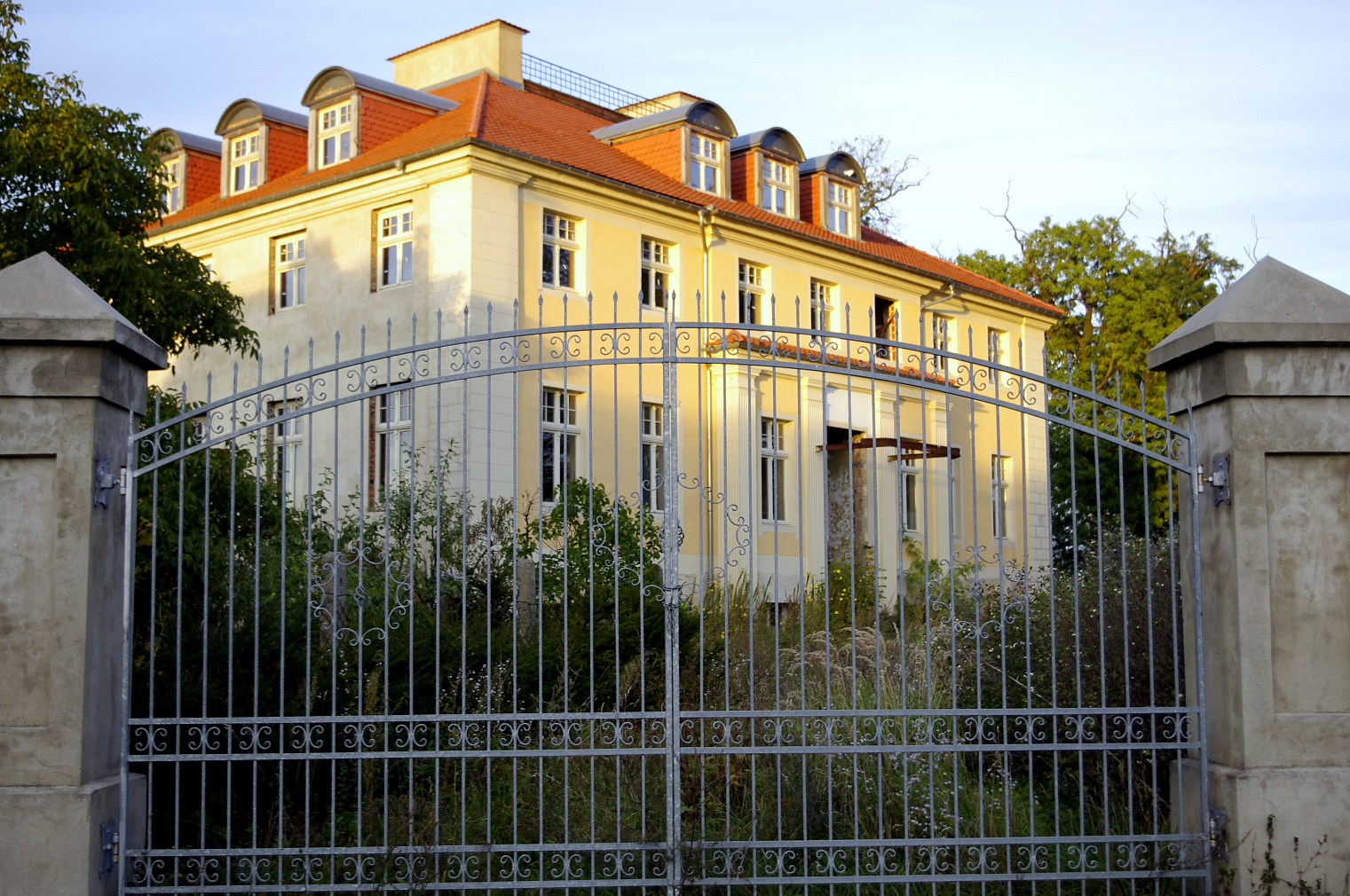
Gut Bogislawitz, Niederschlesien

Conrad war der Sohn des Rittergutbesitzers Theodor Schubert (1816–1890), Herr auf Bogislawitz, Rachelsdorf, Koschine, Kalmow und dessen Ehefrau Amalie, geborene Lebius. Sein jüngerer Bruder Richard avancierte während des Ersten Weltkriegs zum Generaloberst.

### Militärkarriere
Schubert besuchte das Gymnasium zu Ostrowo und trat am 1. Oktober 1865 als Einjährig-Freiwilliger in das Pionier-Bataillon Nr. 7 in Koblenz ein. Mit diesem nahm er 1866 als Unteroffizier am Deutschen Krieg teil und kämpfte in den Schlachten bei Münchengrätz und Königgrätz. Am 9. November 1867 erfolgte seine Versetzung als Sekondeleutnant zur 3. Ingenieurinspektion. Vom 1. Oktober 1868 bis 16. Juli 1870 absolvierte er dann die Vereinigte Artillerie- und Ingenieurschule. Mit der Mobilmachung anlässlich des Deutsch-Französischen Krieges versetzte man Schubert zum Kurhessischen Pionier-Bataillon Nr. 11, mit dem er sich an den Schlachten bei Weißenburg, Wörth, Sedan und der Belagerung von Paris beteiligte. Bei Sedan wurde Schubert verwundet und für seine Leistungen am 26. September 1870 mit dem Eisernen Kreuz II. Klasse ausgezeichnet.
Nach Kriegsende stieg Schubert am 1. April 1872 zum Bataillonsadjutant auf und wurde kurz darauf am 13. Juli zum Premierleutnant befördert. 1873 nahm er an der Generalstabsreise des XI. Armee-Korps teil und war während der Herbstmanöver mehrfach als Ordonnanzoffizier zum Stab der 21. Division kommandiert. Vom 5. Februar 1874 bis 14. Januar 1876 war Schubert dann Adjutant der 3. Pionier-Inspektion und kam anschließend zur Fortifikation Straßburg. Für ein Jahr kommandierte man Schubert zum Großen Generalstab. Danach fungierte er ab 13. November 1877 als Adjutant der Generalinspektion des Ingenieur- und Pionierkorps und wurde zwischenzeitlich am 11. Juni 1879 zum Hauptmann befördert. Am 13. September 1884 ernannte man Schubert zum Kompaniechef im Garde-Pionier-Bataillon. Von dieser Stellung wurde er am 11. Dezember 1886 entbunden. Schubert rückte in den Stab auf, wurde am 17. April 1888 Major sowie am 19. November 1889 Kommandeur des Bataillons. Als Oberstleutnant (seit 18. April 1893) beauftragte man ihn zunächst ab 27. Januar 1895 mit der Führung des Eisenbahn-Regiments Nr. 1 in Berlin und ernannte Schubert am 14. Februar 1895 zum Kommandeur. Am 20. Mai 1896 erfolgte seine Beförderung zum Oberst. Für seine Verdienste erhob man Schubert am 15. Januar 1899 in den erblichen preußischen Adelsstand und beauftragte ihn wenige Monate später mit der Führung der Eisenbahn-Brigade. Am 1. Juni 1899 erhielt Schubert dann die Ernennung zum Kommandeur sowie am 3. Juli 1899 seine Beförderung zum Generalmajor. Die kommenden drei Jahre führte Schubert, der am 12. September 1902 Generalleutnant geworden war, die Brigade. Im Dezember 1902 bat Schubert um seinen Abschied, den man ihm dann am 8. Januar 1903 mit der gesetzlichen Pension gewährte.
Am 16. Juni 1913 erhielt Schubert anlässlich des 25-jährigen Regierungsjubiläums von Wilhelm II. die Uniform des Garde-Pionier-Bataillons verliehen.

### Politik
Von 1903 bis 1918 war er Mitglied des Preußischen Abgeordnetenhauses und von 1907 bis 1912 war er Mitglied des Deutschen Reichstags für den Wahlkreis Trier 6 (Ottweiler, St. Wendel, Meisenheim). Im Reichstag war er Hospitant der National-Liberalen.

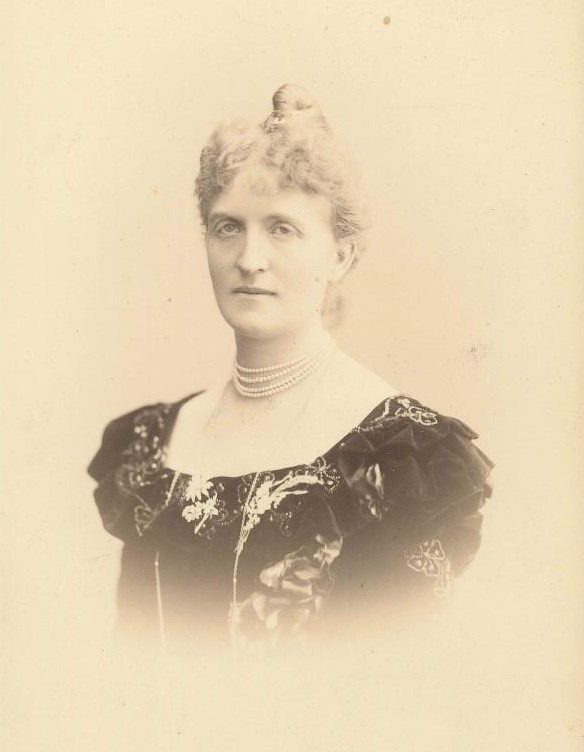
Ida von Schubert

### Familie

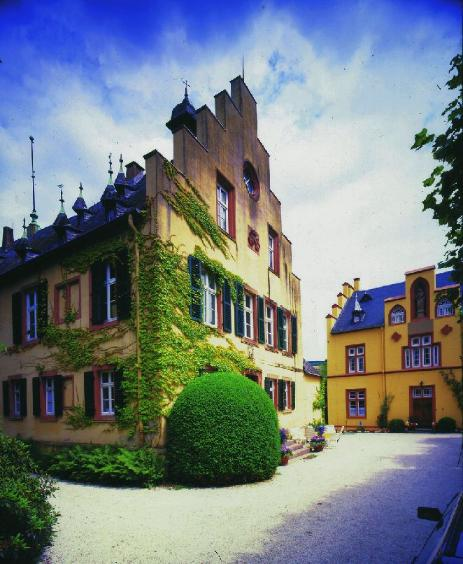
Weingut Maximin Grünhaus an der Ruwer (Rheinland-Pfalz)

Er heiratete 1881 Ida Louise Henriette, die älteste Tochter des Industriellen und Politikers Carl Ferdinand Stumm, die das später nach ihm benannte Weingut Maximin Grünhaus Schlosskellerei C. von Schubert in Mertesdorf in die Ehe einbrachte. Nach dem Tod seines Schwiegervaters wurde er 1903 als Vertreter der Erben stellvertretender Vorsitzender des Aufsichtsrats der Gebrüder Stumm GmbH.
Aus der Ehe gingen sieben Kinder hervor. Der älteste Sohn ist Carl wurde Botschafter und Staatssekretär im Auswärtigen Amt. Dessen zweiter Sohn wiederum, Andreas von Schubert, wurde Kommendator des Johanniterordens. Die Tochter Helene (1890–1970) von Conrad und Ida von Schubert heiratete in erster Ehe Bolko Graf Roedern (1882–1922), in zweiter Ehe Vicco von Bülow-Schwante. Tochter Irmgard (1892–1972) war mit dem Offizier und schlesischen Gutsbesitzer Max-Erdmann Graf Roedern (1884–1946) liiert. Die Tochter Ida (1895–1971) lebte zuletzt in Kanada, ihr Ehemann war der Potsdamer Polizeipräsident Wilhelm von Wedel. Der jüngste Sohn Conrad von Schubert (1901–1973) wurde ebenfalls Diplomat.

### Auszeichnungen
Schubert war Inhaber zahlreicher Orden und Ehrenzeichen:
- Roter Adlerorden II. Klasse mit Eichenlaub, Krone und dem Stern im Jahre 1906
- Ehrengroßkreuz des Oldenburgischen Haus- und Verdienstordens des Herzogs Peter Friedrich Ludwig am 23. Juli 1909
- Kronenorden I. Klasse am 11. Oktober 1913
- Großkreuz des Bayerischen Militärverdienstordens am 18. Dezember 1913
- Komtur I. Klasse des Albrechts-Ordens
- Kommandeur des Ordens der Aufgehenden Sonne
- Großoffizier des Ordens des Heiligen Schatzes
- Großoffizier des Ordens der Italienischen Krone
- Großkreuz des Franz-Joseph-Ordens
- Großkreuz des Sonnen- und Löwenordens
- Kommandeur des Sterns von Rumänien
- Ritterkreuz I. Klasse des Schwertordens